# Spindasis morinis
Spindasis morinis är en fjärilsart som beskrevs av Siuiti Murayama 1967. Spindasis morinis ingår i släktet Spindasis och familjen juvelvingar. Inga underarter finns listade i Catalogue of Life.